# George Lee Andrews
George Lee Andrews (Milwaukee, 13 ottobre 1942) è un attore teatrale e cantante statunitense, specializzato nell'interpretazione del genere musical a Broadway.
George Lee Andrews è noto soprattutto per aver fatto parte del cast del musical di Andrew Lloyd Webber The Phantom of the Opera al Majestic Theatre per più di ventitré anni, dal 1988 al 2011. Inizialmente, George Lee aveva ricoperto i ruoli di Don Attilio e Passarino ai quali seguì, nel 1991, quello di Monsieur André; dal 2000 al 2011 ha invece ricoperto il ruolo di Monsieur Firmin. Ha lasciato il musical il 31 agosto 2011, dopo ventitré anni e più di novemila repliche, entrando così nel guinness dei primati come attore che ha recitato per più tempo nello stesso musical di Broadway.
In precedenza, George Lee aveva lavorato nel musical A Little Night Music, sia nella produzione originale di Broadway che nel primo tour nazionale, rispettivamente nel ruolo di Frind e di Friedrik. Nel 2012 ha preso parte al revival di Broadway del musical Evita, al fianco di Elena Roger, Michael Cerveris e Ricky Martin e nel 2014 ha cantato nel coro di Sweeney Todd con Emma Thompson e Bryn Terfel.